# Mario Sebastián
Mario Candido Sebastián (* 7. Mai 1926 in Santa Fe; † 21. August 2006) war ein argentinischer Wasserballspieler. Er gewann 1951 und 1955 mit der argentinischen Mannschaft den Titel bei den Panamerikanischen Spielen.

## Karriere
1951 wurden in Buenos Aires die ersten Panamerikanischen Spiele ausgetragen und die Mannschaft des Gastgeberlandes gewann den Titel vor den Brasilianern. 1952 bei den Olympischen Spielen in Helsinki erreichte Argentinien kampflos die Gruppenphase, verlor dann aber dreimal und schied als Gruppenletzter aus. Mario Sebastián warf im Spiel gegen die Niederlande alle drei Tore der Argentinier. 1955 gewann Argentinien auch das zweite Wasserballturnier bei Panamerikanischen Spielen.